# Constantins
Constantins – wieś w Hiszpanii, w Katalonii, w prowincji Girona, w comarce Gironès, w gminie Sant Gregori.
Według danych INE z 2005 roku miejscowość zamieszkiwały 54 osoby.